# Liste der Stolpersteine in Kremmen

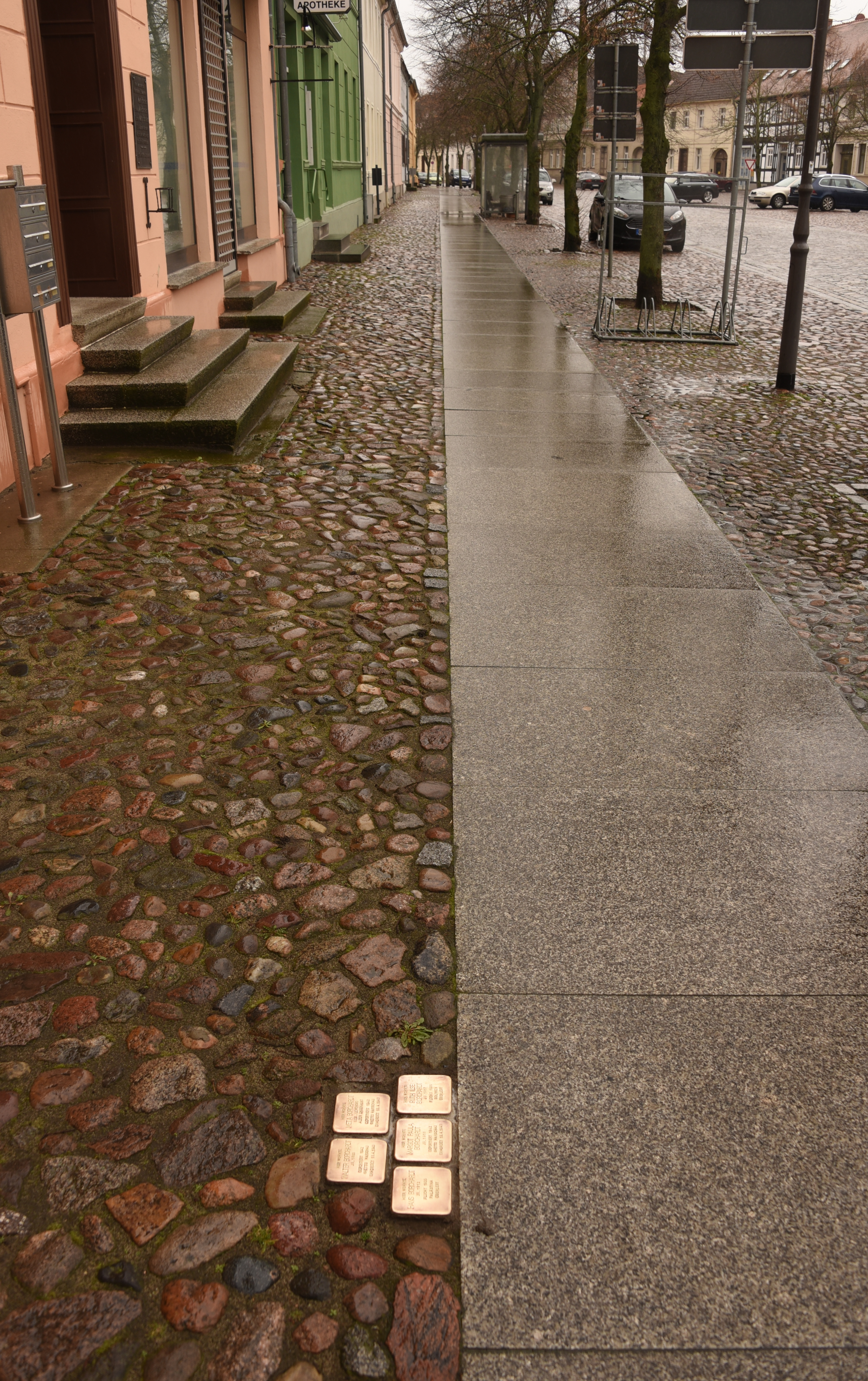
Die Stolpersteine von Kremmen

Die Liste der Stolpersteine in Kremmen enthält die Stolpersteine, die vom Kölner Künstler Gunter Demnig in der Stadt Kremmen im Landkreis Oberhavel in Brandenburg verlegt wurden. Stolpersteine erinnern an das Schicksal der Menschen, die von den Nationalsozialisten ermordet, deportiert, vertrieben oder in den Suizid getrieben wurden. Sie liegen im Regelfall vor dem letzten selbstgewählten Wohnsitz des Opfers.

## Schicksal der Juden von Kremmen
1840 wurde die Synagoge bei einem großen Stadtbrand zerstört. An dieser Stelle etablierte die jüdische Familie Borchardt in der Folge ein Textilgeschäft. Isidor Borchardt wurde 1840 Bürger der Stadt. Die letzte Bestattung am jüdischen Friedhof erfolgte 1905. Die Leichenhalle wurde 1924 niedergerissen. Mitglieder der Familie Borchardt führten das Geschäft bis 1938. Zwei Kinder konnten flüchten, die Eltern und eine Tochter wurde in das Warschauer Ghetto deportiert und dort ermordet.
Nach 1945 lebte noch für kurze Zeit eine jüdische Familie in Kremmen. 1957 gab es noch rund dreißig Gräber am jüdischen Friedhof. In der Folge nutzte der benachbarte allgemeine Friedhof das Areal bis in die 1980er Jahre als Mülldeponie. Danach wurde der Friedhof wieder ansehnlich gemacht. Heute sind noch 13 Grabsteine vorhanden. 1988 wurde am Wohnhaus der Familie Borchardt eine Gedenktafel angebracht, 2012 verlegte Gunter Demnig fünf Stolpersteine.

## Stolpersteine
| Bild | Inschrift                                                                                                   | Standort     | Name, Leben |
| ---- | --- | ------------ | --- |
|      | HIER WOHNTE HANS BORCHARDT JG. 1912 FLUCHT 1935 PALÄSTINA ÜBERLEBT                                          | Am Markt 5 · | Hans Borchardt wurde am 29. Juni 1912 in Kremmen geboren. Seine Eltern waren Walter Borchardt und Meta, geborene Lewinski. Er hatte zwei jüngere Schwestern: Margot Paula (geboren 1916) und Ruth Ilse (geboren 1917). 1935 konnte er nach Palästina emigrieren. Seine Schwester Ruth konnte ebenfalls flüchten und emigrierte nach Bolivien. Seine Eltern und seine Schwester Margot wurden 1943 vom NS-Regime im Warschauer Ghetto ermordet. Hans Borchardt hatte 1942 zuletzt Kontakt mit seinen Eltern. |
|      | HIER WOHNTE MARGOT PAULA BORCHARDT JG. 1916 DEPORTIERT 1942 GHETTO WARSCHAU ERMORDET 15.4.1943              | Am Markt 5 · | Margot Paula Borchardt wurde am 5. August 1916 in Kremmen als Tochter von Walter und Meta Borchardt geboren. Sie hatte zwei Geschwister: Bruder Hans (geboren 1912) und Schwester Ruth (geboren 1917). Sie war Verkäuferin. Sie heiratete und war eine verehelichte Grün. Ihre Geschwister konnten nach der Machtergreifung der Nationalsozialisten flüchten. Am 14. April 1942 wurde Margot Borchardt gemeinsam mit ihren Eltern von Berlin in das Warschauer Ghetto deportiert. Dort wurde Eltern und Tochter am 15. April 1943 ermordet. |
|      | HIER WOHNTE META BORCHARDT GEB. LEWINSKI ALTER UNBEKANNT DEPORTIERT 1942 GHETTO WARSCHAU ERMORDET 15.4.1943 | Am Markt 5 · | Meta Borchardt, geborene Lewinski, wurde am 20. Januar 1888 im ostpreußischen Saalfeld geboren. Ihre Eltern waren Max Lewinsky und Bertha, geborene Herz. Sie hatte eine ältere Schwester, Paula. Sie war verheiratet mit dem Gemischtwarenhändler Walter Borchardt. Das Paar hatte drei Kinder: Hans (geboren 1912), Margot Paula (geboren 1916) und Ruth (geboren 1917). Die Familie fühlte sich in Kremmen „wohl und waren wohlgelitten.“ 1938 wurde das Geschäft der Familie von der SA demoliert, der Ehemann für ein paar Tage verhaftet. 1942 erfolgte die Deportation der Familie. Zuerst wurde Meta Borchardt zusammen mit Ehemann und Tochter Margot in ein Berliner Sammellager deportiert, dann ins Warschauer Ghetto. Am 15. April 1943 wurden Meta Borchardt, ihr Mann und Tochter Margot ebendort ermordet. Meta Borchardts Kinder Hans und Ruth flüchteten 1935 und konnten beide überleben. Ihr Schwager Max Jacob wurde 1942 im Vernichtungslager Treblinka ermordet. Zumindest zwei der drei Kinder ihrer Schwester wurden in Auschwitz ermordet, Käte (1909–1943) und Kurt (1912–1943). Für Käte und Kurt Jacob wurden in Werder (Havel) Stolpersteine verlegt. Hans Jacob versuchte nacht Palästina zu emigrieren, scheint dort aber nie angekommen zu sein. |
|      | HIER WOHNTE RUTH ILSE BORCHARDT JG. 1917 FLUCHT 1935 BOLIVIEN ÜBERLEBT                                      | Am Markt 5 · | Ruth Ilse Borchardt wurde 1917 in Kremmen geboren. Ihre Eltern waren Walter Borchardt und Meta, geborene Lewinski. Sie hatte zwei ältere Geschwister: Hans und Margot Paula. Ruth Ilse Borchardt konnte 1935 nach Bolivien flüchten. Ihre Eltern und ihre Schwester wurden vom NS-Regime im Warschauer Ghetto ermordet, ebenso einige Verwandte. Einzig ihr Bruder Hans konnte die Shoah durch Emigration nach Palästina überleben. |
|      | HIER WOHNTE WALTER BORCHARDT JG. 1885 DEPORTIERT 1942 GHETTO WARSCHAU ERMORDET 15.4.1943                    | Am Markt 5 · | Walter Borchardt wurde am 31. Oktober 1885 in Kremmen geboren, als Neffe des Isidor Borchardt, der 1840 die örtlichen Bürgerrechte erlangt hatte. Seine Eltern waren Siegmund Borchardt (1854–1939) und Mathilde, geborene Liepmann (geboren 1859). Er hatte sechs jüngere Brüder, Alfred (1887–1966), Joachim (1889–1914), Erich (1890–1943). Willi (1891–1915), Fritz (1896–1912) und Werner (1902–2000). Ein Bruder starb 16-jährig, zwei Brüder fielen im Ersten Weltkrieg. Walter Borchardt war Gemischtwarenhändler und war verheiratet mit Meta, geborene Lewinski. Das Paar hatte drei Kinder: Hans (geboren 1912), Margot Paula (geboren 1916) und Ruth (geboren 1917). Er und seine Familie fühlten sich in Kremmen „wohl und waren wohlgelitten.“ Er war ein alteingesessener Kremmener, hatte im Ersten Weltkrieg gedient und fühlte sich auch nach der Machtergreifung relativ sicher. Trotz zunehmen Schikanen dachte er nicht an Emigration, während zwei seiner Kinder, Hans und Ruth, flüchteten. 1938 wurde das Textilhaus Borchardt von SA-Schergen demoliert, er selbst wurde in Haft genommen und nach einigen Tagen wieder freigelassen. 1942 wurde Walter Borchardt zusammen mit seiner Frau und Tochter Margot deportiert. Zuerst wurde die Familie in ein Berliner Sammellager deportiert, dann ins Warschauer Ghetto. Am 15. April 1943 wurden Walter Borchardt, seine Frau und Tochter Margot dort ermordet. Auch sein Bruder Erich und dessen Frau Hilde wurden vom NS-Regime ermordet. Überleben konnten Sohn Hans (in Palästina) und Tochter Ruth (in Bolivien). Sein Sohn Hans Borchardt erhielt das letzte Lebenszeichen seiner Eltern und seiner Schwester im Mai 1942. |

## Gedenktafel

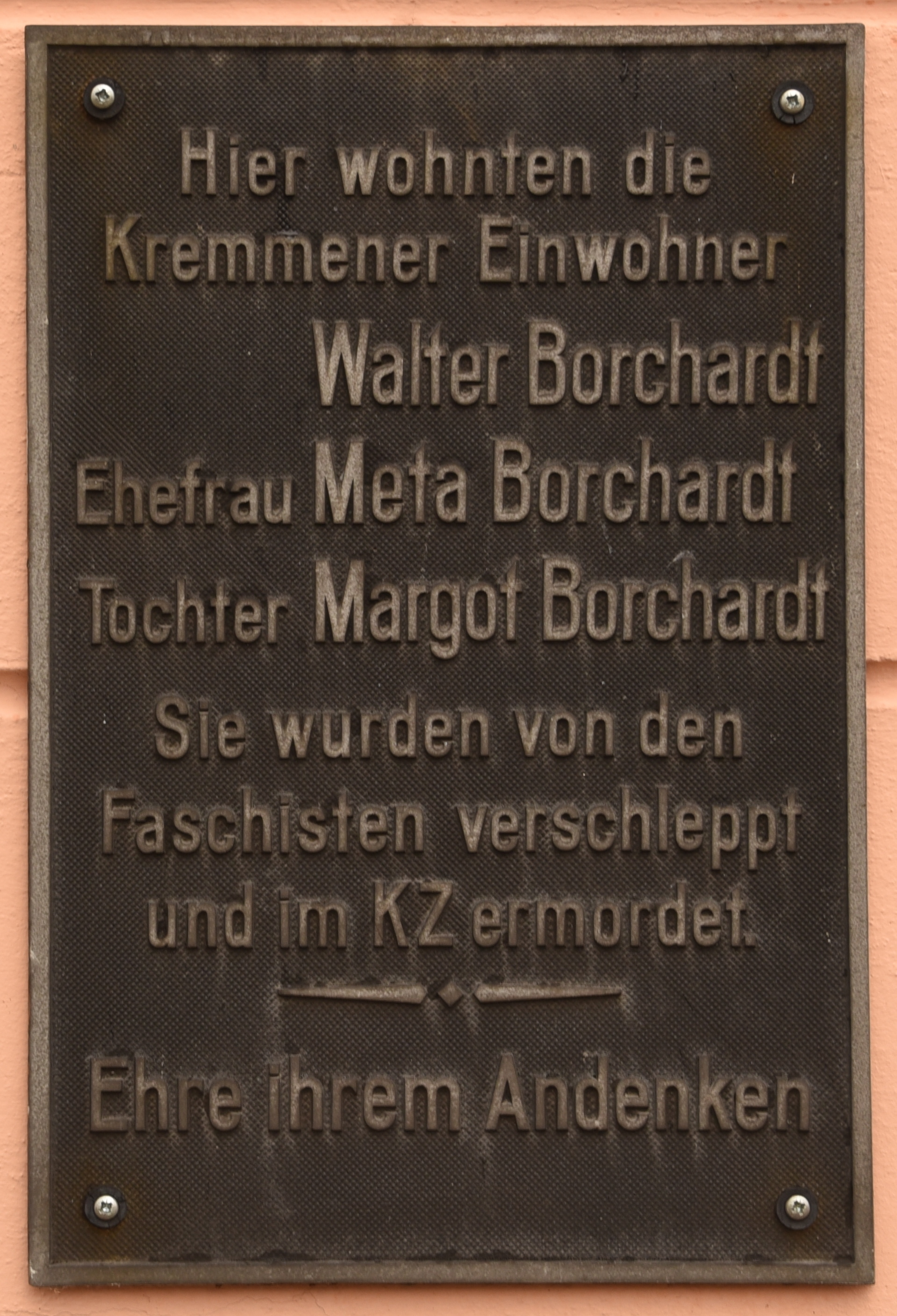
Gedenktafel für Familie Borchardt (Kremmen)

Eine Gedenktafel erinnert an das Schicksal der Familie Borchardt. Sie wurde zu DDR-Zeiten angebracht und befindet sich am ehemaligen Wohn- und Geschäftshaus der Familie.

## Verlegung
Die Stolpersteine für Familie Borchardt wurden am 30. April 2012 von Gunter Demnig persönlich verlegt.